# 遠藤喨及
遠藤 喨及（えんどう りょうきゅう）は、東京都出身
の指圧師、著作家、音楽家。
浄土宗の僧侶、和田寺（わだじ）の住職。

## 来歴
1966年から1969年にかけてアメリカのニューヨークで暮らす。元家出少年であり、高校を2度中退している
。
日本指圧専門学校、中央仏教学院卒業。
増永静人の講習に参加し
、
その後研鑽を重ね気や経絡を見ることができるようになった、という
。
1990年に得度し僧侶となる。
音楽家としても活動し
 、2024年にはグラストンベリー音楽フェスにもアミナダブとして参加した。

1990年頃から、北米各地
、
ヨーロッパ各地
、
中東
、
オセアニアなどの世界各地で、タオ指圧

気心道、また念仏ワークショップ等

を行う。
世界各地に和田寺タオサンガ
道場を作り、各センターで、仏教の修行と、タオ指圧

／気心道

念仏ワークショップ等

などの各教室、無料法話を行い
、
NPOアースキャラバン

事務局等、さまざまな精神文化

や支援活動の拠点となっている
。
NPO法人アースキャラバン

の理事長

としても様々な国際的  な平和活動を行なっている。

## 著書
- タオ、気のからだを癒す（法蔵館、1999年3月、ISBN 978-4831864147 ）
- 「気と経絡」癒しの指圧法 (講談社+α新書、2000年5月18日 、ISBN 978-4062720175)
- 気の経絡指圧法 安らぎのツボ・実技篇 (講談社+α新書、2001年11月20日　、ISBN 978-4062721059)
- The New Shiatsu Method（英語版）（講談社インターナショナル、2006年12月1日、ISBN 978-4770029904）
- 気心道―タオ療法の秘力（だいわ文庫、2007年12月10日、ISBN  978-4479301424）
- 決定版 タオ指圧入門 (講談社+α文庫、2009年8月20日、ISBN 978-4062813037)
- タオ指圧、東洋医学の革命―証診断と経絡臨床の真実（ヒューマンワールド、2011年10月、ISBN 978-4903699332）
- 気の幸福力―気心道とタオ指圧（法蔵館、2012年6月10日、ISBN 978-4831864246）
- タオ指圧、究極の経絡メソッド―指圧史上はじめての施術法（ヒューマンワールド、2013年8月、ISBN 978-4903699448）

## 音楽
- ウォーター・プラネット（ミディ、1995年5月10日）[29]
- ルナ・スピリット（ミディ、1996年8月25日）[30]
- Solar harmony（ミディ、1998年3月1日）
- ソング・オブ・ピュアランド（ミディ、1997年6月25日）[31]
- MANDARA DREAMS（ミディ、2000年3月15日）[32]
- アミリタ（ミディ、2011年4月13日）